# Le comiche
Le comiche è un film italiano del 1990 diretto da Neri Parenti.
È il primo film di una trilogia che vede protagonisti in coppia Paolo Villaggio e Renato Pozzetto, seguito da Le comiche 2 e Le nuove comiche.

## Trama

### Prologo
Il film si apre con un prologo, ambientato all'interno di una sala cinematografica, sul cui schermo passa un vecchio film in cui si vedono Paolo e Renato alle prese con un treno che sta per investirli. A un certo punto i due si salvano uscendo dallo schermo, lasciando sbigottiti tutti gli spettatori.

### Gli imbianchini
Paolo e Renato sono due imbianchini che devono restaurare una chiesa, ma arrivano proprio nel momento in cui il parroco sta celebrando un matrimonio tra due giovani sposi: Mario, un uomo calvo che indossa un parrucchino, e Domitilla, una giovane donna affetta da tic nervosi. A causa del fastidioso rumore provocato dalla ruota della carriola, Paolo la ricopre di olio ma va a imbrattare per sbaglio anche il vestito della sposa; Renato invece alle prese con una grossa tavola di legno fa scagliare improvvisamente il microfono del parroco nel confessionale, dove vengono amplificate frasi imbarazzanti.

Alessandra Casella (la sposa), Enzo Cannavale (nel ruolo del prete) e Fabio Traversa (lo sposo). I due sposi saranno le principali vittime di tutti i guai combinati da Villaggio e Pozzetto durante i vari episodi del film.

I due devono dipingere dei lampadari: Paolo scioglie la catena di un lampadario sbagliato, il quale cade proprio in testa agli sposi e, quando viene tirato su, solleva con sé anche Domitilla, che mostra il sedere al pubblico imbarazzato. Dopo aver fatto parecchi danni, inclusa la distruzione totale di un prezioso mosaico del '300, finalmente iniziano il lavoro su uno dei lampadari ma la vernice rossa finisce accidentalmente nelle canne dell'organo e al momento della musica finale schizza addosso a tutti. Infine, i due sposi vengono travolti dal ponteggio su cui si trovavano i due imbianchini e portati quindi in ospedale.

### Gli addetti alla stazione di servizio
Paolo e Renato, fermatisi a fare rifornimento per il sidecar, accettano arbitrariamente un lavoro presso la stazione di servizio. Iniziano con il fare un pieno di gasolio a una bisarca carica di automobili ma riempiono anche i serbatoi delle auto trasportate, finendo per litigare con il proprietario del mezzo pesante, che fa un occhio nero a Renato. Poi, durante un controllo sul torchio, un furgone rimane incastrato nel tetto e cade proprio nel momento in cui l'automobile del proprietario del furgone sta parcheggiando, distruggendola. L'uomo se la prende così con il gestore, ignaro del fatto che i due stanno lavorando alla stazione di servizio in quanto accidentalmente stordito precedentemente dalla coppia.
Nel frattempo Paolo ripulisce un'automobile con l'aspirapolvere impostandolo al massimo, finendo per aspirare tutti i tessuti della macchina compresa la signora seduta nei sedili posteriori. I due hanno finito il proprio turno di lavoro; stanno per fare rifornimento quando la pompa impazzisce scagliando benzina dappertutto, anche addosso all'ignaro gestore, il quale prende fuoco. Paolo e Renato cercano di aiutarlo ma finiscono per peggiorare la situazione e il benzinaio, in preda all'ira, cerca di colpire Paolo e Renato con un fucile.

### I venditori

L'albergatore (Renato D'Amore) in una scena.

Paolo e Renato arrivano in una località in Trentino-Alto Adige per proporre a un albergatore un aspirapolvere tuttofare. I due irrompono eseguendo la dimostrazione di funzionamento del macchinario, ma nel farlo riempiono di schiuma l'intera sala accoglienza non sapendo più come rimuoverla. Sprovvisti di denaro per il risarcimento, vengono costretti dal proprietario a lavorare per ripagare i danni. Qui ritroveranno gli sposi del primo episodio e un'insolita coppia con un marito geloso, a ragione, della giovane moglie avvenente.
Dopo un'infinità di guai, tutti i clienti scappano dall'albergo: per punizione Paolo e Renato vengono rinchiusi in cantina, ma si liberano grazie all'aspirapolvere, che scava una galleria nella roccia che conduce su una pista innevata. Qui si trovano faccia a faccia con il Papa dell'epoca (Giovanni Paolo II, noto frequentatore di montagna e sport invernali) e la sua scorta di Guardie Svizzere impegnati in una discesa con gli sci. Usando una delle loro valigie come slittino, i due causano un incidente anche al Pontefice, spingendolo nel buco del tunnel.

### I becchini
Paolo e Renato sono due impresari di pompe funebri, che dopo aver fatto scegliere una bara al compratore tra le molte in esposizione, devono collocare nella bara il cadavere di un uomo deceduto mentre era in una posizione yoga molto intricata. La vedova inconsolabile, diventata aggressiva nei confronti di Paolo e Renato, viene rinchiusa in un armadio. Non riuscendo a sgomitolare il cadavere, i due decidono di mettere nella cassa la vedova e nascondere il cadavere nell'armadio.  Ma durante il trasporto sul carro funebre, essa riprendendo i sensi si agita e alla fine la bara viene scagliata sull'asfalto non appena il veicolo fa una brusca accelerata.

### Al mare
In una domenica d'estate, recatisi al mare, Renato decide di lasciare da solo Paolo sulla spiaggia, per vivere separatamente quel giorno di relax. Anche qui i due amici, combinano ciascuno per proprio conto altri disastri. Solo a sera, quando tutta la gente è fuggita a causa di un temporale, i due si ritrovano sulla spiaggia deserta e tornano insieme.

### Scambio di persona
Un mafioso scopre che Paolo e Renato sono i sosia dei suoi capiclan, in guerra con l'organizzazione mafiosa dei marsigliesi. Il tirapiedi lì arruola sostituendoli, a loro insaputa, ai suoi capi, offrendo loro una serata in un locale gestito dalla banda dei marsigliesi. A questo punto comincia una rincorsa a danno dei due da parte dei gangster.

### Epilogo
Oltre che dai capi dei marsigliesi, Paolo e Renato vengono rincorsi da tutti i personaggi visti nel film e trovano la fuga rientrando nello schermo cinematografico da dove erano usciti all'inizio del film, lasciando tutti sbigottiti. Questa volta però il treno li investe davvero e si vede alla fine la locomotiva che sfonda l'edificio del cinema, con Paolo e Renato seduti sui respingenti.

## Riconoscimenti
- 1991 - Ciak d'oro
  - Candidatura come migliore attrice non protagonista ad Alessandra Casella